# Енсиј
Енсиј (фр. Aincille) насеље је и општина у југозападној Француској у региону Аквитанија, у департману Атлантски Пиринеји која припада префектури Бајон.
По подацима из 2011. године у општини је живело 135 становника, а густина насељености је износила 21,57 становника/km². Општина се простире на површини од 6 km². Налази се на средњој надморској висини од 240 метара (максималној 755 m, а минималној 198 m).

## Демографија
| 1962. | 1968. | 1975. | 1982. | 1990. | 1999. | 2011. |
| ----- | ----- | ----- | ----- | ----- | ----- | ----- |
| 146   | 123   | 136   | 113   | 110   | 103   | 135   |

График промене броја становника у току последњих година